# Law and Disorder (film)
Pour plus de détails, voir Fiche technique et Distribution.
Law and Disorder est une comédie britannique réalisée par David MacDonald, sortie en 1940. 

## Synopsis
Un jeune solliciteur défends des criminels accusés de sabotage.

## Fiche technique
- Titre : Law and Disorder
- Réalisation : David MacDonald
- Scénario : Roger MacDougall
- Musique : Francis Chagrin
- Directeur de la photographie : Ernest Palmer
- Montage : Douglas Myers
- Direction artistique : James A. Carter
- Producteur : K.C. Alexander
- Société de production : British Consolidated
- Durée : 74 minutes
- Date de sortie :
  -  Royaume-Uni : 6 juillet 1940

## Distribution
- Alastair Sim : Samuel Blight
- Barry K. Barnes : Larry Preston
- Diana Churchill : Janet Preston
- Austin Trevor : Heinrichs
- Edward Chapman : Inspecteur Bray
- Ruby Miller
- Leo Genn
- Geoffrey Sumner